# Chris Wolff

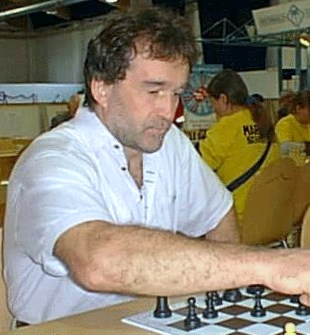
Chris Wolff, 2001 in Trier.

Chris Wolff (* 2. Oktober 1954 in Karl-Marx-Stadt; eigentlich Andreas Wolfgang Ebert) ist ein deutscher Schlagersänger.

## Leben
Während des Besuches der Oberschule  leitete  Ebert in Karl-Marx-Stadt eine eigene Band. Er erhielt eine Ausbildung zum Rundfunk- und Fernsehtechniker und widmete sich daneben weiterhin der Musik.
1982 floh er in die Bundesrepublik und wurde bei Nürnberg ansässig. Dort lernte er den Produzenten Roland Häring kennen und begann 1984 nebenberuflich eine Karriere als Sänger. Im selben Jahr erschien sein  erstes Album Für dich. 1987 gab Chris Wolff nach seinen Erfolgen mit Palma de Mallorca und Am Strand von Maspalomas seinen Beruf auf.
In den Jahren von 1987 bis 1992 war er fünfmal in den Top 75 Charts platziert und sechsmal in der ZDF-Hitparade zu sehen. 2000 wurde die CD Klarer Fall von Liebe veröffentlicht. Im Jahre 2004 veröffentlichte er die CD Wenn die Sehnsucht brennt. Sie erreichte zweimal Platz 2 in der Deutschen Schlagerparade mit der Singleauskopplung Hör mal zu.
Zu seinem 25-jährigen Bühnenjubiläum erschien 2009 die CD Augen zu und durch.
Von den 200 Liedern, die Chris Wolff singt, hat er acht selbst komponiert. Unter anderem schrieb er den  Verkehrssong unter  dem Pseudonym  Erich Bleifuß, darin geht es um  Punkte in Flensburg.  Weiterhin gibt es ein Lied Einfach fliegen, einfach frei sein auf der  CD Wenn die Sehnsucht brennt über das Paragliding.

## Diskografie

### Alben
- Für Dich
- Lieder wie Rosen
- Rettungslos verliebt
- Komm lass uns träumen
- Liebe Küsse Sonnenschein
- Viva Amore
- Die großen Erfolge
- Alles Paletti
- Ich lieb dich sowieso
- 10 Jahre Chris Wolff
- Schlagersommer
- Happy Holiday
- Weihnachtszeit, schönste Zeit
- Klarer Fall von Liebe
- Wenn die Sehnsucht brennt
- Augen zu und durch (2009)

### Singles
- Palma de Mallorca
- Romantica
- Lady Sunshine
- Am Strand von Maspalomas
- Ay Ay Ay – Grüße aus Mexico
- Sterne zu verschenken
- Alles paletti
- Marina
- Dieser Sommer wird ne Party
- Vino Vino
- Brauner Insulaner
- Playa de Palma
- Hör mal zu
- Steig wieder auf (als Teil von Alle für Alle)